# Saint-Léry
Saint-Léry är en kommun i departementet Morbihan i regionen Bretagne i nordvästra Frankrike. Kommunen ligger i kantonen Mauron som tillhör arrondissementet Vannes. År 2022 hade Saint-Léry 205 invånare.

## Befolkningsutveckling
Antalet invånare i kommunen Saint-Léry
| Referens: INSEE |